# Kho báu Villena

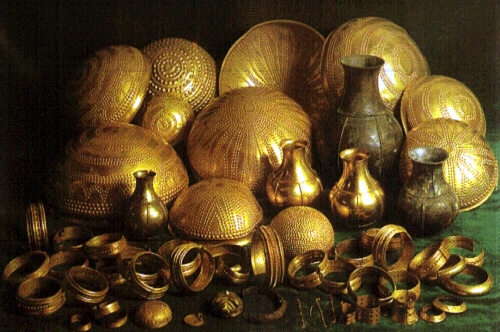
Toàn bộ kho báu Villena

Kho báu Villena (tiếng Tây Ban Nha: Tesoro de Villena) là một trong những kho báu được tìm thấy có lượng vàng tích trữ lớn nhất của thời đại đồ đồng ở châu Âu. Nó bao gồm 59 vật phẩm làm bằng vàng, bạc, sắt và hổ phách với tổng trọng lượng lên đến gần 10 kg, 9 phần trong đó là 23,5 carat vàng. Kho báu này là phát hiện quan trọng nhất của việc cất trữ vàng thời tiền sử ở bán đảo Tây Bồ cũng như ở châu Âu. Các mẩu sắt cổ xưa nhất tìm thấy ở bán đảo Tây Bồ và tương ứng với giai đoạn sắt được coi là một kim loại quý và được tích trữ. Về số vàng miếng bao gồm mười một bát vàng, ba chai lọ và 28 vòng đeo tay.
Kho báu đã được tìm thấy trong tháng 12 năm 1963 bởi nhà khảo cổ học María José Soler khi ông tìm thấu kho báu này cách km 5 từ Villena và kể từ đó nơi đây được coi là các điểm thu hút chính của Bảo tàng khảo cổ của Villena. Phát hiện này đã được thông tin xuất bản trong hầu hết các phương tiện truyền thông Tây Ban Nha và cũng có một số ở nước ngoài, chủ yếu ở Pháp, Đức và Mỹ. Kho tàng đã được triển lãm ở Madrid, Alicante, Tokyo và Kyoto. Hiện nay đã có hai bộ bản sao của toàn bộ kho tàng được trưng bày, triển lãm, trong khi bản gốc được bảo tồn vĩnh viễn trong một kho bọc thép tại Bảo tàng khảo cổ của Villena.